# Ecphora
Ecphora là một chi fossil predatory ốc biển, extinct là động vật thân mềm chân bụng sống ở biển trong họ Muricidae, họ ốc gai.
The etymology of the name "Ecphora" is Greek, meaning "bearing out." The word was used by Vitruvius to signify the projecture of a member hoặc moulding of a column, và here refers to the distinctive "T-shaped" ribs that project from the shell.

## Các loài
Các loài trong chi Ecphora gồm có:
- Ecphora gardnerae, a Miocene species
- Ecphora quadricostata, a Pliocene species

## Hình ảnh

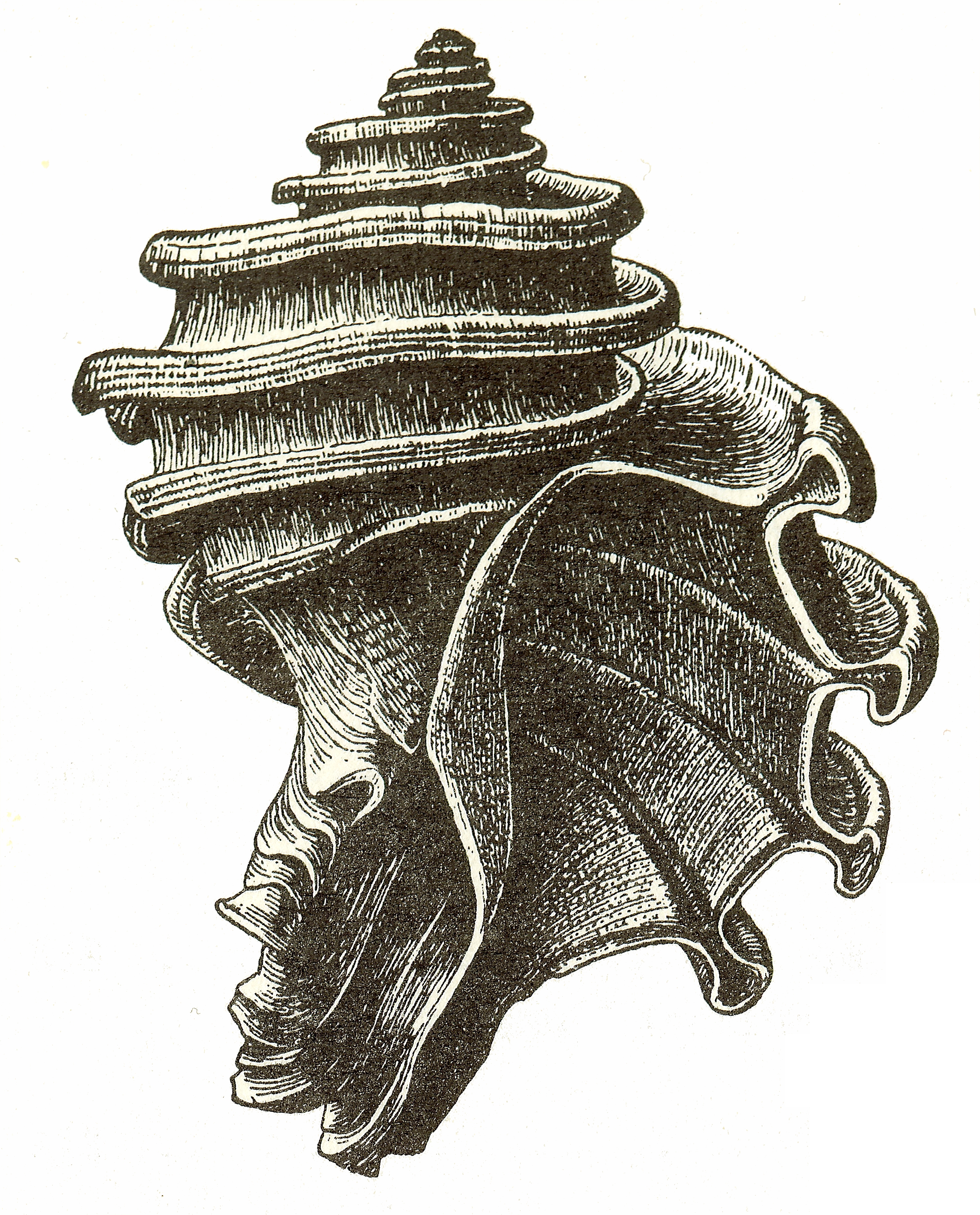